# Giorgio Vaccaro
Giorgio Vaccaro (San Marzanotto d'Asti, 12 ottobre 1892 – Roma, 25 settembre 1983) è stato un politico e dirigente sportivo italiano.
Ufficiale Generale dell'Esercito Italiano nonché membro del Partito Nazionale Fascista (PNF), è ritenuto il dirigente più vittorioso nella storia del calcio italiano in virtù dei due titoli mondiali e della medaglia d'oro olimpica vinte dalla Nazionale di calcio dell'Italia tra 1934 e 1938, durante la sua gestione presidenziale.

## Biografia
Figlio di una poetessa piemontese e di un maestro romano, nacque nel villaggio natio della madre. Trasferitosi a Roma da ragazzo, combatté nella prima guerra mondiale raggiungendo il grado di Tenente d'artiglieria e guadagnando una Medaglia d'Argento al Valor Militare e due Croci di Guerra. Terminato il conflitto rientrò nella Capitale e lavorò nella società poligrafica del padre. Nel 1920 s'iscrisse ai Fasci di combattimento facendo carriera. Entrò poi come ufficiale nella Milizia Volontaria per la Sicurezza Nazionale (MVSN) dove raggiunse il grado di luogotenente generale nel 1927. In questi stessi anni Vaccaro iniziò ad essere introdotto negli ambienti dirigenziali dello sport romano. Egli stesso era un atleta praticante: praticava pugilato, scherma e ciclismo. Nel 1920 entrò nel Circolo Canottieri Aniene e tre anni dopo nella Società Podistica Lazio. Due i motivi secondo Giorgio e Alessandro Vaccaro, nipoti di Giorgio Vaccaro come narrato in "Calcio Romanus Sum" di Piero Strabioni: "La Lazio incarnava l'ideale di purezza sportiva e lealtà a cui uno sportivo come lui non poteva restare indifferente ed inoltre gli sembrò naturale porre la sua abilità da dirigente al servizio della società più antica della città". Alla sua figura si lega più di un aneddoto biancoceleste, il più celebre fu quando, nel 1927, si fece portavoce dei biancocelesti nelle trattative sulla fusione che avrebbe portato alla nascita dell'A.S. Roma. 
Dagli ultimi ritrovamenti, sembrerebbe che Vaccaro non abbia impedito la fusione, che anzi vedeva come un modo per rafforzare la Lazio, ma solo a condizione di un’annessione. In una lettera al giornale "Il Tevere" del 14 giugno 1927, Italo Foschi, primo presidente dell'AS Roma, evidenziò questo come il motivo principale del rifiuto della Fortitudo, indipendentemente dalla situazione finanziaria: "Ho dovuto però constatare, che da parte dei dirigenti della Lazio, si voleva più che una fusione dei due enti, un vero e proprio assorbimento della Fortitudo, della quale non sarebbe rimasto che il nome aggiunto a quello della Lazio per la sola sezione Calcio. [...] E questo a prescindere dalla sistemazione finanziaria assolutamente inaccettabile così come era stata proposta dai dirigenti della Lazio".
Vaccaro, in una lettera di risposta allo stesso giornale, affermerà che, nonostante avesse sostenuto la proposta del nome come la soluzione ideale, la questione non fu formalmente discussa. Ciò avvenne poiché la Fortitudo interruppe la trattativa iniziale a causa delle condizioni finanziarie proposte dalla Lazio: "a me premeva, quindi, solo rettificare due punti sostanziali che dimostrano chiaramente come la richiesta di trattative di fusione fatta da Foschi rimase senza conclusione non per volontà della Lazio, la quale anzi fu sorpresa dall'improvvisa e non giustificata resipescenza, dovuta evidentemente ad altre ragioni che non occorre qui ricordare".
Amante degli sport in genere, da Consigliere Nazionale della Corporazione-Spettacolo e della Federazione Italiana Scherma, divenne il primo presidente della Federazione Italiana Rugby, segretario del CONI, presidente della Federcalcio e membro del CIO. Fu l'organizzatore delle vittorie mondiali italiane ai mondiali del 1934 e del 1938 e del trionfo Olimpico del 1936. Appassionato di calcio, si avvicinò alla S.S. Lazio negli anni venti.  
Nel 1933, dopo la caduta di Leandro Arpinati, Vaccaro fu nominato da Achille Starace segretario generale del CONI e presidente della FIGC. Messo così ai vertici dello sport italiano, pur mostrando sempre la sua lealtà a Starace, proseguì nelle politiche intraprese da Arpinati, come la costruzione di nuovi impianti, il sostegno finanziario alle discipline meno praticate, la formazione di nuovi quadri dirigenziali del CONI e della FIGC, la razionalizzazione dei campionati calcistici e il rafforzamento del giornale del movimento sportivo Il Littoriale.
Durante il suo mandato l'Italia raggiunse risultati sportivi eccezionali, come la vittoria nei campionati del mondo di calcio nel 1934 e nel 1938 e l'ottimo posizionamento nel medagliere alle Olimpiadi di Berlino 1936.
Nel marzo 1939 entrò a far parte della Camera dei fasci e delle corporazioni come esponente della Corporazione dello spettacolo. Quest'esperienza terminò rapidamente, già con un decreto del 28 gennaio 1940 era stato sostituito da Puccio Pucci, suo successore alla presidenza del CONI. Pochi mesi prima, come conseguenza della caduta di Starace, Vaccaro si era dimesso dal CONI. Conserverà la presidenza della FIGC sino al 1942.
Posto in congedo dopo la caduta del fascismo il 25 luglio 1943, non aderì alla Repubblica Sociale Italiana. Pur essendo stato prosciolto durante i processi d'epurazione del secondo dopoguerra, Vaccaro fu rapidamente emarginato negli ambienti dello sport italiano per il suo ingombrante passato. Nel 1950 fu infine dimissionato dal CIO. Nei decenni successivi continuò a ricoprire alcuni incarichi federali come membro della Corte d’onore, poi Corte federale della FIGC dal 1960 al 1964. Nella stagione 1964-65 fu presidente della Lazio. Muore il 25 settembre 1983 recando con sé la carica di Presidente Generale della Polisportiva romana, ricevuta l'anno precedente.

## Cariche ricoperte
- Luogotenente Generale della Milizia Fascista (grado corrispondente nell'Esercito Italiano: Generale di divisione).
- 1922-1933 Da socio della S.S. Lazio, nel 1927 ne diviene il Vicepresidente
- 1926-1933 Membro del Consiglio Federale della F.I.G.C.
- 1928-1929 Primo Presidente F.I.R.
- 1930-1939 Presidente del Circolo Canottieri Aniene 1892.
- 1933-1939 Segretario Generale del C.O.N.I.
- 1933-1942 Presidente della F.I.G.C.
- 1939-1949 Membro del C.I.O.
- 1960-1964 Membro della Corte d'Onore poi Corte Federale della F.I.G.C.
- 1964-1965 Presidente della S.S. Lazio.
- 1982-1983 Presidente Generale Onorario della Polisportiva S.S. Lazio.